# Масимо Карлото
Масимо Карлото (на италиански: Massimo Carlotto) е италиански журналист, карикатурист, сценарист, драматург и писател на произведения в жанра автобиография, трилър и криминален роман.

## Биография и творчество
Масимо Карлото е роден на 22 юли 1956 г. в Падуа, Италия. През 1976 г., докато е студент и активист на извънпарламенталното комунистическо движение „Постоянна борба“ (Lotta Continua), случайно открива трупа на 24-годишната Маргарита Магело в Падуа, убита с 59 прободни рани. Обвинен е от полицията за убийството, след като отива доброволно да свидетелства. Следват поредица от съдебни дела, в които той ту е оправдаван, то осъждан. В продължение на 5 години е беглец във Франция и Мексико. Експулсиран е от мексиканската полиция и прекарва общо 6 години в затвора. След широка обществена кампания в негова защита, през 1993 г. е помилван от президента Оскар Луиджи Скалфаро, а през 2004 г. получава пълна реабилитация от съда в Каляри.
През 1994 г. започва да работи като журналист и едновременно се насочва към писателска кариера. Първият му роман в стил „Ноар“ „Беглецът“ (Il fuggiasco) е издаден през 1995 г. и е основан на неговата автобиография по време на съдебното преследване. През 2003 г. романът е екранизиран в едноименния филм с участието на Даниеле Лиоти, Роберто Читран и Франческа де Сапио.
През 1995 г. започва популярната си поредица „Алигаторът“, чийто главен герой е нелицензирания частен детектив Марко Бурати – Алигаторът. Той разследва прикрити престъпления, подпомаган от миланския контрабандист Бениано Росини и анализатора ветеран от 70-те г. Макс.
През 2001 г. е издаден ноар-романът му „Довиждане, любов моя, чао“ от поредицата „Джорджо Пелегрини“. През 2003 г. той е екранизиран в едноименния филм с участието на Алесио Бони, Микеле Плачидо и Изабела Ферари.
Масимо Карлото живее със семейството си в Каляри.

## Произведения

### Самостоятелни романи
- Il fuggiasco (1995)
- Le irregolari. Buenos Aires horror tour (1998)
- L'oscura immensità della morte (2004)
- Niente, più niente al mondo (2004)
- Nordest (2005) – с Марко Видета
- La terra della mia anima (2006)
- Mi fido di te (2007) – с Франческо Абате
- Cristiani di Allah (2008)
- Perdas de Fogu (2000) – с Мама Сабот
- L'albero dei microchip (2009) – с Франческо Абате
- Respiro corto (2012)
- Il mondo non mi deve nulla (2014)
- Il Turista (2016)
- La signora del martedì (2020)
- E verrà un altro inverno (2021)
- Il francese (2022)
- Trudy (2024)

### Поредици

#### Серия „Алигаторът“ (Saga dell'Alligatore)
1. La verità dell'Alligatore (1995)
2. Il mistero di Mangiabarche (1997)
3. Nessuna cortesia all'uscita (1999)
4. Il corriere colombiano (2000)
5. Il maestro di nodi (2002)
6. L'amore del bandito (2009)
7. La banda degli amanti (2015)
8. Per tutto l'oro del mondo (2015)
9. Blues per cuori fuorilegge e vecchie puttane (2017)

- Dimmi che non vuoi morire (2007) – графичен роман

Героят е и герой на два разказа – Storia di Gabriella, vedova di mala и Il confrontoо. Освен това в романите на Алигатора "La banda degli amanti", "Per tutto l'oro del mondo" и "Blues per cuori fuorilegge e vecchie puttane"има кросоувъри със Сагата за Джорджо Пелегрини.

#### Серия „Сага за Джорджо Пелегрини“ (Saga di Giorgio Pellegrini)
1. Arrivederci amore, ciao (2001)
Довиждане, любов моя, чао, изд. „Матком“ (2016), прев. Весела Цалова
2. Alla fine di un giorno noioso (2011)

#### Серия „Отмъстителките“ (Le Vendicatrici) – сМарко Видета
1. Ksenia (2013)
2. Eva (2013)
3. Sara. Il prezzo della verità (2013)
4. Luz. Solo per amore (2013)

### Разкази

#### Сборници с разкази
- Il giorno in cui Gabriel scoprì di chiamarsi Miguel Angel (2001)
- Jimmy della Collina (2002)
- Catfish (2006) – с Франческо Абате
- Il mistero dei bisonti scomparsi (2010) – с Тинин Мантегаца
- Il giardino di Gaia (2013) – с адаптация на Серджо Ферентино
- La via del pepe. Finta fiaba africana per europei benpensanti (2014) – с илюстрации на Алесандро Сана
- L'arrosto argentino (2014), с илюстрации на К. Карер
- Variazioni sul noir (2020)

#### Разкази в антологии
- Il confronto, вTecla Dozio (a cura di), Delitti sotto l'albero. Todaro editore, 1999
- Champagne per due, в Tecla Dozio (a cura di), Capodanno nero. Todaro editore, 2000
- Il viaggio di Stefano, в Tutta un'altra vita. Roma, Minumum Fax, 2001
- Malavita albanese, в Laura Lepri (a cura di), Albania, questa sconosciuta. In viaggio con il Premio Grinzane Cavour. Editori Riuniti, 2002.
- Carlo Marx e l'impresario, в Nel Grembo del mondo, Ed. Angolo Manzoni, 2003
- Sassi, bottiglie e candelotti, в Paola Staccioli (a cura di), Piazza bella piazza, приложение към в. „Унита“, Roma, Associazione Walter Rossi, 2005
- Gaia, в Laurent Lombard (a cura di), À table!. Métailié, 2004.
- San Basilio, 8 settembre 1974, в Paola Staccioli (a cura di), In ordine pubblico. Roma, Associazione Walter Rossi, 2005
- Morte di un confidente, в Crimini, Einaudi, 2005
- Il piccolo patriota padovano, в Giosuè Calaciura et al, Ricuore. Nuoro, Edizioni Il Maestrale, 2005
- Il traghetto, в Le finestre sul cortile. Frammenti d'Italia in 49 racconti. Quiritta, 2005
- Sangue che va sangue che viene, в Marco Bariletti et al, Lama e trama Vol. 3. Bologna, Editrice Zona, 2006
- Storia di Gabriella vedova di mala, в Serge Quadruppani (a cura di), 14 colpi al cuore. Racconti inediti dei migliori giallisti italiani. Milano, Mondadori, 2002. Collana: Il Giallo Mondadori, n. 2789.
- Cuori rossi, в (a cura di) Marco Vichi. Città in nero, 1 ed. Parma, Ugo Guanda, 2006
- Nessun dubbio: omicidio-suicidio, в Mauro Zola (a cura di), Ti amo, ti ammazzo. Storie vere di amanti e assassini, Cairo Editore, 2007
- Little dream, в Giancarlo De Cataldo (a cura di) Crimini italiani. Torino, Einaudi, 2008
- Cortonese station, в Nero perugino. Perugia, Futura soc. coop., 2008
- A Carlo Giuliani, per il nostro domani, в Paola Staccioli (a cura di), Per sempre ragazzo. Racconti e poesie a dieci anni dall'uccisione di Carlo Giuliani, Marco Tropea editore, 2011
- Cocaina, с Джанкарло Де Каталдо и Джанфранко Гарофильо, Einaudi, 2013
- Sbirre, с Джанкарло Де Каталдо и Маурицио Де Джовани, Rizzoli, 2018

### Графични романи
- L'ultimo treno (2004) – с Джузепе Палумбо
- Arrivederci amore, ciao, в Eraldo Baldini et al., Alta criminalità (2005) – с Лука Крови и Андреа „Ред“ Мути
- Dimmi che non vuoi morire (2007) – с Игорт
- Tomka. Il gitano di Guernica (2007) – с Джузепе Палумбо
- Ballata per un traditore (2020) – с Паскуале Рую и Давиде Фалачи
- Refrain (2021) – с Паскуале Рую и Давиде Фалачи

### Белетристика
- Come un rito collettivo, в Almanacco Guanda a cura di Ranieri Polese. Parma, Guanda, 2005
- Patotas, в Nessuna Pietà a cura di Luca Scarlini. Adriano Salani editore, Milano 2009
- Marco Amici (a cura di), The Black Album. Il noir tra cronaca e romanzo, Roma, Carocci, 2012
- Elisabetta Mondello (a cura di), Noir, dalla letteratura di genere alla letteratura di contenuti, в Roma Noir 2012-2013. Letteratura della crisi, letteratura del conflitto, Torino, Robin edizioni, 2014
- Предговор към Ernest Mandel, Il romanzo poliziesco. Una storia sociale, Roma, Edizioni Alegre, 2013
- Orfana di figlio. I giovedì delle Madres de Plaza de Mayo, Claudiana, 2015 – с Тати Алмейда и Ренцо Сико

## Филмография

### Сценарий и тема
- Il fuggiasco (2003), реж. Андреа Мани
- Morte di un confidente (2007), в Crimini, реж. братя Манети, тв филм
- Little dream (2009), в Crimini 2, реж. Давиде Маренго, тв филм

### Екранизации
- Arrivederci amore, ciao (2006), реж. Микеле Соави
- Jimmy della collina (2006), реж. Енрико Пау
- Crimini (2007 – 2010) – тв сериал, 2 епизода
- Badlapur (2015), реж. Срирам Рагхаван

## Театър
- Più di mille giovedì, la storia delle Madres de Plaza de Mayo, по романа Le irregolari, реж. Ренцо Сико и Мино Спадаро, с участието на Джизела Бейн, сценично намаление Масимо Карлото (2000)
- Buenos Aires non finisce mai, по романа Le irregolari, автори Елио Турно Артемал и Вито Биолчини, реж. Силвано Пикарди
- Niente, più niente al mondo, по едноименния роман, реж. Никола Пистоя, с участието на Крешенца Гуарниери (2005)
- La terra della mia anima, по едноименния роман, реж. Велия Мантегаца, с участието на Масимо Карлото (глас), Рики Джанко (китара и глас), музика на Маурицио Камарди и Патрицио Фаризели
- Cristiani di Allah, Storie di pirati e Corsari (2005), по едноименния роман, музика на Маурицио Камарди и Мауро Палмас, текст на Масимо Карлото
- Jimmy della Collina  (2007), сценично намаление на Анджела Галаси, реж. Енрико Барбиери, с участието на Алесандро Карневале Пелино
- Gran Galà Italia, с участието на Масимо Карлото и Лорис Контарини (глас), музика на Маурицио Камарди и Мауро Палмас, текст на Масимо Карлото
- Venexia, свободно вдъхновен от Cristiani di Allah, реж. Велия Мантегаца и Лорис Контарини,  музика на Маурицио Камарди и Мауро Палмас, с участието на Масимо Карлото и Патриция Лакуидара (глас), текст на Масимо Карлото (2009)
- Oscura immensità (2012), по романа L'oscura immensità della morte, реж. Алесандро Гасман, с участието на Джулио Скарпати и Клаудио Казадио
- Niente, più niente al mondo (2013), по едноименния роман, реж. Фабио Керстих, с участието на Анина Педрини
- Crime Story (2014), реж. Джорджо Галионе, с участието на Масимо Карлото, Титино Карара, Маурицио Камарди
- La signora del martedì (2023), по едноименния роман, реж. Пиерпаоло Сепе, с участието на Джулиана Де Сио, Алесандро Хабер